# Касимов, Артём Тимурович
Арте́м Тиму́рович Каси́мов (род. 17 апреля 2003, Астрахань) — российский футболист, защитник клуба «Оренбург».

## Клубная карьера
Родился в Астрахани.
Начал заниматься футболом в астраханской ДЮСШ №8. 11 июля 2013 года перешёл в волгоградскую СДЮСШОР №19 «Олимпия». 20 августа 2014 года присоединился к академии «Краснодара».
20 марта 2018 года перешёл в спортивную школу «Ротора». 25 сентября 2018 года пополнил состав школы клуба «Урожай».
19 марта 2019 года присоединился к академии «Зенита».
30 мая 2021 года в матче первенства ПФЛ против московского «Динамо-2» дебютировал в профессиональном футболе за «Зенит-2».
В составе молодёжной команды «Зенита» становился бронзовым и серебряным призёром Молодёжной футбольной лиги в сезонах 2020/21 и 2022/23 соответственно.
В составе «Зенита-2» занял 2-е место во 2 группе первенства ПФЛ сезона 2020/21. В сезоне 2023 стал серебряным призёром Второй лиги (дивизион «Б», группа 2).
9 января 2024 года на правах аренды перешёл в махачкалинское «Динамо». 2 марта 2024 года дебютировал в Первой лиге в матче против саратовского «Сокола».
В сезоне 2023/24 с «Динамо» стал серебряным призёром Первой лиги и вышел в РПЛ.
16 июня 2024 года был куплен клубом «Оренбург». 5 октября 2024 года в матче против петербургского «Зенита» дебютировал в чемпионате России.

## Карьера в сборной
В 2021 году вызывался в юношеские сборные России, за которые провёл 4 матча и забил 1 гол.

## Статистика выступлений
| Выступление          | Выступление       | Выступление      | Лига | Лига | Кубки | Кубки | Итого | Итого |
| Клуб                 | Лига              | Сезон            | Игры | Голы | Игры  | Голы  | Игры  | Голы  |
| -------------------- | ----------------- | ---------------- | ---- | ---- | ----- | ----- | ----- | ----- |
| → Зенит-2            | ПФЛ               | 2020/21          | 2    | 0    | —     | —     | 2     | 0     |
| → Зенит-2            | Второй дивизион   | 2021/22          | 15   | 2    | —     | —     | 15    | 2     |
| → Зенит-2            | Вторая лига       | 2022/23          | 16   | 1    | —     | —     | 16    | 1     |
| → Зенит-2            | Вторая лига («Б») | 2023             | 14   | 2    | —     | —     | 14    | 2     |
| → Зенит-2            | Итого             | Итого            | 47   | 5    | —     | —     | 47    | 5     |
| → Динамо (Махачкала) | Первая лига       | 2023/24          | 11   | 0    | 0     | 0     | 11    | 0     |
| → Динамо (Махачкала) | Итого             | Итого            | 11   | 0    | 0     | 0     | 11    | 0     |
| Оренбург             | РПЛ               | 2024/25          | 11   | 1    | 5     | 0     | 16    | 1     |
| Оренбург             | РПЛ               | 2025/26          | 5    | 0    | 1     | 0     | 6     | 0     |
| Оренбург             | Итого             | Итого            | 16   | 1    | 6     | 0     | 22    | 1     |
| Всего за карьеру     | Всего за карьеру  | Всего за карьеру | 74   | 6    | 6     | 0     | 80    | 6     |

## Достижения
«Зенит» (СПб)
- Серебряный призёр Молодёжной футбольной лиги: 2022/23
- Бронзовый призёр молодёжного первенства России: 2020/21

«Зенит-2»
- Серебряный призёр ПФЛ (группа 2): 2020/21
- Серебряный призёр Второй лиги (дивизион «Б», группа 2): 2023

«Динамо» (Махачкала)
- Серебряный призёр Первой лиги: 2023/24